# Cruzeiro do Oeste (ort)
Cruzeiro do Oeste är en ort i Brasilien.   Den ligger i kommunen Cruzeiro do Oeste och delstaten Paraná, i den södra delen av landet, 1 000 km sydväst om huvudstaden Brasília. Cruzeiro do Oeste ligger 465 meter över havet och antalet invånare är 15 057.
Terrängen runt Cruzeiro do Oeste är huvudsakligen platt. Cruzeiro do Oeste ligger uppe på en höjd. Det finns inga andra samhällen i närheten.
Trakten runt Cruzeiro do Oeste består i huvudsak av gräsmarker. Runt Cruzeiro do Oeste är det ganska glesbefolkat, med 32 invånare per kvadratkilometer.